# Административно-территориальное деление Великоустюгского района
Великоустюгский район — административно-территориальная единица в Вологодской области Российской Федерации. В рамках организации местного самоуправления ему соответствует одноимённое муниципальное образование Великоустюгский муниципальный район.
Административный центр — город Великий Устюг.
- Код ОКАТО Великоустюгского района — 19 214
- Код ОКТМО Великоустюгского муниципального района — 19 614

## Административно-территориальные единицы

Сельсоветы Великоустюгского района

Великоустюгский район в рамках административно-территориального устройства, включает 20 сельсоветов, а также 1 город областного значения (Великий Устюг) как районный центр с подчинёнными городской администрации 1 городом районного значения (Красавино) и 1 посёлком городского типа (рабочим посёлком Кузино).
| №  | Сельсовет         | Соответствующее муниципальное образование |
| -- | ----------------- | ----------------------------------------- |
| 1  | Верхневарженский  | Верхневарженское СП                       |
| 2  | Верхнешарденгский | Усть-Алексеевское СП                      |
| 3  | Викторовский      | Заречное СП                               |
| 4  | Красавинский      | Красавинское СП, ГП Красавино             |
| 5  | Ломоватский       | Ломоватское СП                            |
| 6  | Марденгский       | Марденгское СП                            |
| 7  | Нижнеерогодский   | Марденгское СП                            |
| 8  | Нижнешарденгский  | Трегубовское СП                           |
| 9  | Опокский          | Опокское СП                               |
| 10 | Орловский         | Орловское СП                              |
| 11 | Парфёновский      | Заречное СП                               |
| 12 | Покровский        | Заречное СП                               |
| 13 | Самотовинский     | Самотовинское СП                          |
| 14 | Стреленский       | Опокское СП                               |
| 15 | Сусоловский       | Сусоловское СП                            |
| 16 | Теплогорский      | Теплогорское СП                           |
| 17 | Трегубовский      | Трегубовское СП                           |
| 18 | Усть-Алексеевский | Усть-Алексеевское СП                      |
| 19 | Шемогодский       | Заречное СП                               |
| 20 | Юдинский          | Юдинское СП , ГП город Великий Устюг      |

### История
В 1924 году в составе Северо-Двинской губернии РСФСР был образован Великоустюгский район. 27 февраля 1928 года к Великоустюгскому району была присоединена территория упразднённого Усть-Алексеевского района. С 15 июля 1929 года Северо-Двинская губерния была упразднена, а район вошёл как административная единица в Северо-Двинский округ (с центром в Великом Устюге) вновь образованного Северного края с центром в Архангельске. С июля 1930 года — район непосредственного краевого подчинения, так как деление на округа в СССР было упразднено. Постановлением ВЦИК от 25 января 1935 года был восстановлен Усть-Алексеевский район, присоединённый к Великоустюгскому в 1928 году. С 5 декабря 1936 года по 23 сентября 1937 года район в составе Северной области образованной вместо Северного края. Постановлением ЦИК СССР от 23 сентября 1937 Северная область была разделена на две: Архангельскую и Вологодскую, район присоединён был к вновь образованной Вологодской области. В 1947 году посёлок Красавино был преобразован в город районного подчинения. Указом Президиума Верховного Совета РСФСР в 1959 году к Великоустюгскому району была присоединена территория повторно упразднённого Усть-Алексеевского района. С 13 декабря 1962 года по 12 января 1965 года, во время неудавшейся всесоюзной реформы по делению на сельские и промышленные районы и парторганизации, в соответствии с решениями ноябрьского (1962 года) пленума ЦК КПСС «о перестройке партийного руководства народным хозяйством», район в числе многих в СССР был преобразован в сельский район (Великоустюгский сельский район), территория которого включала территорию прежнего административного района. Пленум ЦК КПСС, состоявшийся 16 ноября 1964 года, восстановил прежний принцип партийного руководства народным хозяйством, после чего Указом Верховного Совета РСФСР от 12 января 1965 года Великоустюгский административный район был восстановлен.

## Муниципальные образования

Муниципальные образования c января 2022 г.

Муниципальный район, в рамках организации местного самоуправления, делится на 15 муниципальных образований нижнего уровня, в том числе 3 городских и 12 сельских поселений.
| Муниципальное образование               | Административный центр | Административно-территориальные единицы (состав по структуре ОКАТО)          |
| --------------------------------------- | ---------------------- | ---------------------------------------------------------------------------- |
| Городское поселение город Великий Устюг | Великий Устюг          | город Великий Устюг, частично Юдинский сельсовет                             |
| Городское поселение Красавино           | Красавино              | город Красавино, частично Красавинский сельсовет                             |
| Городское поселение Кузино              | Кузино                 | рабочий посёлок Кузино                                                       |
| Верхневарженское сельское поселение     | Мякинницыно            | Верхневарженский сельсовет                                                   |
| Заречное сельское поселение             | Аристово               | Викторовский, Парфёновский, Покровский, Сусоловский и Шемогодский сельсоветы |
| Красавинское сельское поселение         | Васильевское           | Красавинский сельсовет                                                       |
| Ломоватское сельское поселение          | Ломоватка              | Ломоватский сельсовет                                                        |
| Марденгское сельское поселение          | Благовещенье           | Марденгский, Нижнеерогодский сельсоветы                                      |
| Опокское сельское поселение             | Полдарса               | Опокский, Стреленский сельсоветы                                             |
| Орловское сельское поселение            | Чернево                | Орловский сельсовет                                                          |
| Самотовинское сельское поселение        | Новатор                | Самотовинский сельсовет                                                      |
| Теплогорское сельское поселение         | Теплогорье             | Теплогорский сельсовет                                                       |
| Трегубовское сельское поселение         | Морозовица             | Трегубовский, Нижнешарденгский сельсоветы                                    |
| Усть-Алексеевское сельское поселение    | Усть-Алексеево         | Усть-Алексеевский, Верхнешарденгский сельсоветы                              |
| Юдинское сельское поселение             | Юдино                  | Юдинский сельсовет                                                           |

### История муниципального устройства
Изначально в составе муниципального района к 1 января 2006 года были образованы 23 муниципальных образования нижнего уровня, в том числе 3 городских и 20 сельских поселений.
| Муниципальное образование               | Административный центр | Административно-территориальные единицы (состав по структуре ОКАТО) |
| --------------------------------------- | ---------------------- | ------------------------------------------------------------------- |
| Городское поселение город Великий Устюг | Великий Устюг          | город Великий Устюг, частично Юдинский сельсовет                    |
| Городское поселение Красавино           | Красавино              | город Красавино, частично Красавинский сельсовет                    |
| Городское поселение Кузино              | Кузино                 | рабочий посёлок Кузино                                              |
| Верхневарженское сельское поселение     | Мякинницыно            | Верхневарженский сельсовет                                          |
| Верхнешарденгское сельское поселение    | Верхняя Шарденьга      | Верхнешарденгский сельсовет                                         |
| Викторовское сельское поселение         | Первомайское           | Викторовский сельсовет                                              |
| Красавинское сельское поселение         | Васильевское           | Красавинский сельсовет                                              |
| Ломоватское сельское поселение          | Ломоватка              | Ломоватский сельсовет                                               |
| Марденгское сельское поселение          | Благовещенье           | Марденгский сельсовет                                               |
| Нижнеерогодское сельское поселение      | Лодейка                | Нижнеерогодский сельсовет                                           |
| Нижнешарденгское сельское поселение     | Пеганово               | Нижнешарденгский сельсовет                                          |
| Опокское сельское поселение             | Полдарса               | Опокский сельсовет                                                  |
| Орловское сельское поселение            | Чернево                | Орловский сельсовет                                                 |
| Парфеновское сельское поселение         | Карасово               | Парфеновский сельсовет                                              |
| Покровское сельское поселение           | Ильинское              | Покровский сельсовет                                                |
| Самотовинское сельское поселение        | Новатор                | Самотовинский сельсовет                                             |
| Стреленское сельское поселение          | Верхнее Анисимово      | Стреленский сельсовет                                               |
| Сусоловское сельское поселение          | Сусоловка              | Сусоловский сельсовет                                               |
| Теплогорское сельское поселение         | Теплогорье             | Теплогорский сельсовет                                              |
| Трегубовское сельское поселение         | Морозовица             | Трегубовский сельсовет                                              |
| Усть-Алексеевское сельское поселение    | Усть-Алексеево         | Усть-Алексеевский сельсовет                                         |
| Шемогодское сельское поселение          | Аристово               | Шемогодский сельсовет                                               |
| Юдинское сельское поселение             | Юдино                  | Юдинский сельсовет                                                  |

Муниципальные образования в 2017—2021 гг.

Законом Вологодской области от 13 апреля 2009 года было упразднено Викторовское сельское поселение (включено в Покровское сельское поселение с центром в селе Ильинское).
Законом Вологодской области от 4 июня 2014 года было упразднено Стрельненское сельское поселение (включено в Опокское сельское поселение с центром в посёлке Полдарса).
| Муниципальное образование               | Административный центр | Административно-территориальные единицы (состав по структуре ОКАТО) |
| --------------------------------------- | ---------------------- | ------------------------------------------------------------------- |
| Городское поселение город Великий Устюг | Великий Устюг          | город Великий Устюг, частично Юдинский сельсовет                    |
| Городское поселение Красавино           | Красавино              | город Красавино, частично Красавинский сельсовет                    |
| Городское поселение Кузино              | Кузино                 | рабочий посёлок Кузино                                              |
| Верхневарженское сельское поселение     | Мякинницыно            | Верхневарженский сельсовет                                          |
| Верхнешарденгское сельское поселение    | Верхняя Шарденьга      | Верхнешарденгский сельсовет                                         |
| Красавинское сельское поселение         | Васильевское           | Красавинский сельсовет                                              |
| Ломоватское сельское поселение          | Ломоватка              | Ломоватский сельсовет                                               |
| Марденгское сельское поселение          | Благовещенье           | Марденгский сельсовет                                               |
| Нижнеерогодское сельское поселение      | Лодейка                | Нижнеерогодский сельсовет                                           |
| Нижнешарденгское сельское поселение     | Пеганово               | Нижнешарденгский сельсовет                                          |
| Опокское сельское поселение             | Полдарса               | Опокский, Стреленский сельсоветы                                    |
| Орловское сельское поселение            | Чернево                | Орловский сельсовет                                                 |
| Парфеновское сельское поселение         | Карасово               | Парфеновский сельсовет                                              |
| Покровское сельское поселение           | Ильинское              | Викторовский, Покровский сельсоветы                                 |
| Самотовинское сельское поселение        | Новатор                | Самотовинский сельсовет                                             |
| Сусоловское сельское поселение          | Сусоловка              | Сусоловский сельсовет                                               |
| Теплогорское сельское поселение         | Теплогорье             | Теплогорский сельсовет                                              |
| Трегубовское сельское поселение         | Морозовица             | Трегубовский сельсовет                                              |
| Усть-Алексеевское сельское поселение    | Усть-Алексеево         | Усть-Алексеевский сельсовет                                         |
| Шемогодское сельское поселение          | Аристово               | Шемогодский сельсовет                                               |
| Юдинское сельское поселение             | Юдино                  | Юдинский сельсовет                                                  |

Законом Вологодской области от 1 июня 2015 года было упразднено Нижнешарденгское сельское поселение (включено в Трегубовское с административным центром в деревне Морозовица).
Законом от 29 мая 2017 года были упразднены сельские поселения Парфеновское, Покровское, Шемогодское (объединены в Заречное с административным центром в деревне Аристово); Нижнеерогодское (включено в Марденгское с административным центром в деревне Благовещенье); Верхнешарденгское (включено в Усть-Алексеевское).
С 1 января 2022 года сельское поселение Сусоловское было объединено с Заречным.